# Meioneta montivaga
Meioneta montivaga là một loài nhện trong họ Linyphiidae.
Loài này thuộc chi Meioneta. Meioneta montivaga được Alfred Frank Millidge miêu tả năm 1991.